# Hypena erecta
Hypena erecta là một loài bướm đêm trong họ Erebidae.